# Arpheuilles, Indre

Arpheuilles este o comună în departamentul Indre, Franța. În 1 ianuarie 2022 avea o populație de 238 de locuitori.